# شهرستان برگوفو
شهرستان برگوفو (به بلغاری: Bregovo Municipality) یک شهرستان در بلغارستان است که در استان ویدین واقع شده‌است. شهرستان برگوفو ۱۸۰ کیلومتر مربع مساحت و ۶٬۱۶۸ نفر جمعیت دارد.